# Nabil Bahoui
Nabil Bahoui (en arabe : نبيل بحوي, prononcé en suédois [naˈbɪl bahuːˈiː]), est un footballeur international suédois, né le 5 février 1991 à Stockholm. Il joue au poste d'avant-centre.
Le joueur se décrit lui-même comme « technique, rapide et puissant », aimant « jouer sur les côtés, à gauche plus particulièrement ».

## Biographie

### Club
À l'âge de 6 ans, le jeune Bahoui déménage et grandit à Rosengård, un quartier de la ville de Malmö.
En Ligue Europa, il inscrit un doublé face au club finlandais de Vaasan Palloseura en juillet 2015.
En fin de contrat avec Al-Ahli, il s'engage avec le Hambourg SV en février 2016, mais il ne s'y impose pas (7 apparences seulement en deux saisons).
Libre, il signe un contrat avec le club suisse du Grasshopper Zurich en juillet 2017, puis est prêté pour six mois dans son pays natal la Suède, dans le club de Solna, l'AIK Fotboll. 

### Sélection nationale
Il joue son premier match en équipe de Suède le 17 janvier 2014 en amical contre la Moldavie.
Par la suite, il joue deux matchs comptant pour les éliminatoires de l'Euro 2016, contre la Russie et le Liechtenstein.

## Palmarès
| Al-Ahli - Championnat d'Arabie saoudite (1) : - Champion : 2015-16. |  | AIK Solna - Championnat de Suède (1) : - Champion : 2018. |